# ثيثوركيل
بلدية ثيثوركيل (بالإسبانية: Cizúrquil) هي بلدية تقع في مقاطعة غيبوثكوا التابعة لمنطقة إقليم الباسك شمال إسبانيا.

## الديموغرافيا
يبلغ عدد سكان بلدية ثيثوركيل 2.797 نسمة عام 2011 (وفقاً للمعهد الوطني للإحصاء الإسباني).
| 2.684 | 2.763 | 2.900 | 2.828 | 2.790 | 2.797 | 2.797 |